# Ciro Verratti
Ciro Verratti, född 17 augusti 1907 i Archi, död 6 juli 1971 i Milano, var en italiensk fäktare.
Verratti blev olympisk guldmedaljör i florett vid sommarspelen 1936 i Berlin.